# Peter Comensoli
Peter Andrew Comensoli (ur. 25 marca 1964 w Wollongong) – australijski duchowny rzymskokatolicki, od 2018 arcybiskup Melbourne.

## Życiorys
Święcenia kapłańskie przyjął 22 maja 1992 w swojej rodzinnej diecezji Wollongong. Udzielił mu ich ówczesny ordynariusz tej diecezji William Edward Murray. Pracował głównie jako duszpasterz parafialny, był także m.in. kanclerzem kurii archidiecezjalnej.
20 kwietnia 2011 papież Benedykt XVI mianował go biskupem pomocniczym Sydney ze stolicą tytularną Tigisi in Numidia. Sakry udzielił mu 8 czerwca 2011 ówczesny arcybiskup metropolita Sydney, kardynał George Pell. Pracował jako wikariusz biskupi ds. małżeństwa i rodziny.
27 lutego 2014 mianowany administratorem apostolskim archidiecezji Sydney w okresie sede vacante.
20 listopada 2014 papież Franciszek mianował go biskupem ordynariuszem Broken Bay.
29 czerwca 2018 został mianowany arcybiskupem metropolitą Melbourne, zaś 1 sierpnia 2018 kanonicznie objął urząd.